# يوشي كاساشيما
يوشي كاساشيما (笠嶋 由恵) (مواليد 12 مايو 1975)، هي لاعبة كرة قدم كانت تلعب كمدافع. ولعبت مع منتخب اليابان لكرة القدم للسيدات.